# Amba Geshen
Amba Geshen (amharisch ግሸን ተራራ Gəshen Terara) ist ein Berg in der äthiopischen Region Amhara, nordwestlich von Dese im vormaligen Distrikt Amba Sel der Provinz Wollo gelegen. Er ist einer der Berge, auf dem viele der männlichen Erben auf den Kaiserthron (Negus) interniert waren – für gewöhnlich auf Lebenszeit. Von drei Bergen (oder amba) die diesem Zweck dienten, war er der zweite. Die übrigen waren Debre Damo und Wehni.

## Tradition
Ab einem unbekannten Zeitpunkt in der Geschichte des Äthiopiens wurde es zur Tradition, dass man, sobald ein Kaiser den Thron bestieg, seine Brüder und übrigen männlichen Verwandten ins königliche Gefängnis führte, wo sie entweder starben oder bis zu ihrer eigenen Thronbesteigung lebten. Einigen Überlieferungen zufolge wurde dieser Brauch während der Zagwe-Dynastie eingeführt, andere berichten jedoch von einem noch früheren Zeitpunkt. Die erste gesicherte Erwähnung dieser Praxis entstammt der Herrschaft von Jin Asgad, der seine Brüder und eigenen Söhne auf Amba Geshen gefangen hielt. Die Nutzung Amba Geshens als Gefängnis wurde durch den Kaiser Na’od I. beendet. Allerdings führt Manuel de Almeida an, dass „jene, die dort zuvor waren“ bis hin zur Herrschaft des Kaisers Claudius bewacht wurden. Selbst dann noch blieben die Nachkommen des Kaisers Takla Mariam wegen Verrats gegen den Kaiser Ba’eda Mariam hinter Schloss und Riegel.
Die Kaiser nutzten diese natürliche Festung als Schatzkammer, selbst dann noch, als der Berg schon längst nicht mehr als königliches Gefängnis diente. Die Muslime unter Ahmed Gragn versuchten mehrmals Amba Geshen einzunehmen. Der Futuh al-Habasha berichtet vom ersten (im November 1531) und zweiten (1533) Anlauf. Der letzte Versuch, 1540 schließlich war erfolgreich und Ahmed Gragn ließ die gesamte Garnison und alle Bewohner ermorden.
Thomas Pakenham vermerkt, dass die heutigen Äthiopier glauben, dass das Kreuz Christi durch die Heilige Helena auf Amba Geshen vergraben wurde.
Der erste Europäer, der Amba Geshen erwähnt, war Francisco Álvares, der Zeuge wurde, wie ein entflohener Prinz nach Amba Geshen zurückgebracht wurde. Der erste Europäer, der eine genaue Beschreibung des Bergs lieferte war jedoch Almeida:
„nahezu rund, allerdings weist er an seiner Spitze die Gestalt eines Kreuzes auf. Ginge man entlang des Felsrandes, so mäße eine Umrundung an der Spitze nicht viel mehr als eine halbe Legua. Umschritte man den Berg an dessen Fuß, so dauerte dies jedoch einen halben Tag. Er ist so hoch, dass ein starker Arm einen Stein mit Hilfe einer Schleuder mit großer Mühe von unten nach oben befördern könnte. Auf allen Seiten wird er von schroffen Felsen begrenzt die sich zuweilen nach außen wenden, so dass es unmöglich ist hineinzugelangen. Es gibt nur einen Zugang … genannt Macaraquer.“
Almeidez fügt hinzu, dass sich auf dem Gipfel ein natürliches Becken und eine Quelle für Wasser befanden, die durch Koso und Zegba sowie wild wachsende Zedern bedeckt waren. Er erwähnt zwei Kirchen: Egzyabeher Ab, erbaut durch Kaiser Lalibela, sowie Tekle Maryam, deren Bau durch Kaiser Na'od begonnen wurde und durch dessen Sohn, Lebna Dengel fertiggestellt wurde. Diese überstanden die Verwüstungen Ahmed Gragns. Als Pakenham 1955 Amba Geshen besuchte, fand er jedoch beide Kirchen mit Zinndächern erneuert vor.
Eine weitere ungenaue Darstellung von Amba Geshen, mit dem Titel Mount Amara wurde in Purchas, His Pilgrimage veröffentlicht. Pakenham glaubt, dass diese John Milton zu seiner Schilderung des Paradieses in Paradise Lost inspirierte.